# Киспе, Фелипе
Фелипе Киспе Уанка (исп. Felipe Quispe Huanca; 22 августа 1942 — 19 января 2021), известный также как «Эль Мальку» (El Mallku на языке аймара) — боливийский профсоюзный и политический деятель из народа аймара, историк. Возглавлял движение коренных народов Пачакути (MIP), ранее также был генеральным секретарем крестьянской Единой конфедерации сельских трудящихся Боливии (CSUTCB).

## Биография
Киспе стремился создать на территориях с преимущественно аймарским населением самостоятельное государство Кольясуйу, был основателем Движения индейцев Тупак Катари в 1979 году и Партизанской армии имени Тупака Катари в 1990 году. В 1980—1983 годах из-за ультраправого государственного переворота, совершенного Луиса Гарсиа Месы жил в эмиграции в Перу, Мексике, Гватемале и Сальвадоре, где успел поучаствовать во Фронте национального освобождения имени Фарабундо Марти и в Партизанской армии бедняков.
Киспе был арестован за участие в партизанском катаристском движении 19 августа 1992 года и осуждён на пять лет, но в итоге освобождён за отсутствием улик. После этого возглавил крестьянскую конфедерацию, поступил в университет и написал несколько книг.
Киспе выступал стойким противником неолиберального Вашингтонского консенсуса, а также возглавляемых США кампаний по искоренению коки, которые, по его мнению, разрушают важнейшую часть культуры аймара. Среди прочего, он в начале XXI века принимал активнейшее участие в социальном конфликте, известном как «Боливийская газовая война».
Он повёл своё Движение коренных народов Пачакути (MIP) на всеобщие выборы 2002 года, когда партия завоевала шесть депутатских мест (включая его), однако сам с 6 % голосов оказался на пятом месте далеко позади кандидатов Гонсало Санчеса де Лосада, Эво Моралеса, Манфреда Рейеса и Хайме Пас Саморы. Особенно показательным в этом отношении было его отставание от Моралеса — тоже профсоюзного крестьянского лидера из коренного народа аймара, боровшегося против тех же инициатив, что и Киспе.
Ещё более неудачной для Киспе была кампания на президентских выборах 2005 года — он остался на пятом месте с 2,16 % голосов, а победил Эво Моралес и его Движение к социализму. Это предопределило вытеснение политической силы Киспе.
Сам Киспе, хотя после победы Моралеса вице-президентом стал его бывший соратник по Партизанской армии им. Тупака Катари Альваро Гарсиа Линера, активно критиковал новое правительство, характеризуя Моралеса как представителя «неолиберализма с индейским лицом».
В 2014 году Киспе объяснил, что покинул Движение к социализму и продолжил свою оппозицию президенту Эво Моралесу, не отказавшись от вооруженного сопротивления.
Его старший сын Айар Киспе, антрополог и тоже участник катаристской партизанской армии, был забит до смерти в городе Эль-Альто в 2015 году в возрасте 48 лет.